# Fysikalisk kemi
Fysikalisk kemi är en av kemins huvudgrenar, och använder fysik, framförallt termodynamik och kvantmekanik, för att förklara och studera kemiska fenomen på molekylnivå och kinetik.
Exempelvis är förändringar i temperatur, tryck och volym hos ett system, samt det arbete och den värmeöverföring som utförs av eller på systemet kopplade till växelverkan på atom- och molekylnivå.
Modern fysikalisk kemi står på en stadig grund av fysik. Viktiga forskningsområden är bland annat kemisk termodynamik, reaktionskinetik, kvantkemi, elektrokemi, aggregationstillståndens kemi, analytisk kemi, ytkemi, kolloidkemi och spektroskopi. Fysikalisk kemi är också en av grundvalarna till materialvetenskap och delar av biokemin och molekylärbiologin.

## Historik
Fysikalisk kemi utvecklades till ett eget delområde inom kemin mot slutet av 1800-talet. Studier av lösningars egenskaper var det forskningsområde som framförallt fick den fysikaliska kemin att ta form, och där var bland annat Svante Arrhenius (som 1884 formulerade den elektrolytiska dissociationsteorin), Wilhelm Ostwald och Jacobus Henricus van 't Hoff aktiva. van 't Hoff och Ostwald grundade 1887 Zeitschrift für physikalische Chemie, vilket var den första forskningstidskriften som var helt inriktad på detta område, och i och med detta hade den fysikaliska kemin slutligen tagit form av ett eget delområde av kemin. Vissa av pionjärerna inom fysikalisk kemi hade en bakgrund inom fysik, andra inom kemi.
Flera andra forskningsinsatser under 1860- till 1880-talen var också ett led i denna utveckling. Cato Guldberg och Peter Waage studerade kemisk jämvikt och formulerade Guldberg-Waages lag. François-Marie Raoult studerade kokpunktshöjning och fryspunktsnedsättning och formulerade Raoults lag. Josiah Willard Gibbs publicerade 1876 ett pionjärverk inom kemisk termodynamik, On the Equilibrium of Heterogeneous Substances, där han införde begrepp som fri energi, kemisk potential och Gibbs fasregel. Walther Nernst gjorde många tidiga insatser inom termodynamik och elektrokemi.
I början av 1900-talet började många fysikaliska kemister studera makromolekylers egenskaper, bland annat The Svedberg med hjälp av ultracentrifugering. De fysikalisk-kemiska studierna av makromolekyler lade, i kombination med tidigare forskning inom organisk kemi, grunden för såväl biokemin som ett eget område, som för polymerkemin.
När kvantmekaniken utvecklades kom såväl kvantkemi som olika former av spektroskopi att bli viktiga områden inom fysikalisk kemi. Linus Pauling var en av de första att använda kvantkemi för att förstå kemisk bindning.

## Viktiga fysikaliska kemister
- Svante Arrhenius (1859−1927)
- Peter Atkins (född 1940)
- Richard Börnstein (1852−1913)
- Max Bodenstein (1871−1942)
- Edmund John Bowen (1898−1980)
- Peter Debye (1884−1966)
- Manfred Eigen (1927−2019)
- Richard R. Ernst (1933−2021)
- William Giauque (1895−1982)
- Josiah Willard Gibbs (1839−1903)
- Fritz Haber (1868−1934)
- Dudley R. Herschbach (född 1932)
- Gerhard Herzberg (1904−1999)
- Jaroslav Heyrovský (1890−1967)
- Cyril Hinshelwood (1897−1967)
- Jacobus Henricus van't Hoff (1852−1911)
- Roald Hoffmann (född 1937)
- Erich Hückel (1896−1980)
- Friedrich Kohlrausch (1840−1910)
- Hans Heinrich Landolt (1831−1910)
- Irving Langmuir (1881−1957)
- Yuan T. Lee (född 1936)
- Gilbert N. Lewis (1875−1946)
- Frederick Lindemann (1886−1957)
- Mikhail Lomonosov (1711−1765)
- Rudolph A. Marcus (född 1923)
- Robert Mulliken (1896−1986)
- Walther Nernst (1864−1941)
- Lars Onsager (1903−1976)
- Wilhelm Ostwald (1853−1932)
- Linus Pauling (1901−1994)
- John Charles Polanyi (född 1929)
- Michael Polanyi (1891−1976)
- Stuart A. Rice (född 1932)
- Otto Stern (1888−1969)
- E. Bright Wilson Jr. (1908−1992)
- Richard N. Zare (född 1939)
- Ahmed Zewail (1946−2016)